# Liste der Bodendenkmale in Temnitztal
Die Liste der Bodendenkmale in Temnitztal enthält alle Bodendenkmale der brandenburgischen Gemeinde Temnitztal und ihrer Ortsteile auf der Grundlage der Landesdenkmalliste vom 31. Dezember 2020.
Die Baudenkmale sind in der Liste der Baudenkmale in Temnitztal aufgeführt.
| Gemarkung       | Flur          | Kurzansprache | Bodendenkmalnummer | Bemerkung | Bild |
| --------------- | ------------- | --- | ------------------ | --------- | ---- |
| Kerzlin (Lage)  | 3             | Siedlung slawisches Mittelalter, Siedlung deutsches Mittelalter                                                                  | 100076             |           |      |
| Kerzlin (Lage)  | 3, 4          | Siedlung slawisches Mittelalter                                                                                                  | 100077             |           |      |
| Kerzlin (Lage)  | 3             | Wüstung deutsches Mittelalter, Siedlung slawisches Mittelalter                                                                   | 100078             |           |      |
| Kerzlin (Lage)  | 2, 3          | Dorfkern deutsches Mittelalter, Siedlung Urgeschichte, Dorfkern Neuzeit                                                          | 100079             |           |      |
| Küdow (Lage)    | 1             | Dorfkern deutsches Mittelalter, Dorfkern Neuzeit                                                                                 | 100061             |           |      |
| Lüchfeld (Lage) | 1, 2          | Dorfkern deutsches Mittelalter, Dorfkern Neuzeit                                                                                 | 100060             |           |      |
| Wildberg (Lage) | 4, 5          | Burgwall slawisches Mittelalter, Burgwall deutsches Mittelalter, Siedlung deutsches Mittelalter, Siedlung slawisches Mittelalter | 100067             |           |      |
| Wildberg (Lage) | 4, 5          | Siedlung Neolithikum | 100068             |           |      |
| Wildberg (Lage) | 1, 4, 5       | Siedlung Urgeschichte | 100069             |           |      |
| Wildberg (Lage) | 6, 8          | Burgwall deutsches Mittelalter, Burgwall slawisches Mittelalter                                                                  | 100070             |           |      |
| Wildberg (Lage) | 1, 2, 5, 6, 8 | Altstadt Neuzeit, Siedlung Bronzezeit, Altstadt deutsches Mittelalter                                                            | 100071             |           |      |
| Wildberg (Lage) | 2             | Siedlung Bronzezeit, Siedlung Eisenzeit, Siedlung deutsches Mittelalter, Siedlung slawisches Mittelalter                         | 100072             |           |      |
| Wildberg (Lage) | 3, 4          | Siedlung slawisches Mittelalter                                                                                                  | 100073             |           |      |
| Wildberg (Lage) | 1             | Siedlung slawisches Mittelalter                                                                                                  | 100074             |           |      |
| Wildberg (Lage) | 6             | Siedlung Steinzeit | 100075             |           |      |
| Wildberg (Lage) | 1             | Befestigung Ur- und Frühgeschichte                                                                                               | 100150             |           |      |